# 華為Mate 50系列
华为Mate 50系列是华为公司于2022年9月6日发布的4G平板手机系列，包括Mate 50、Mate 50 Pro、Mate 50E和Mate 50 RS保时捷设计。Mate 50系列採用与华为Mate 20系列相似的正面刘海布局，搭载基于4纳米制程的高通骁龙8+ Gen 1 4G SoC芯片，Mate 50E采用了高通骁龙778G 4G芯片。

## 设计
Mate 50系列在正面采用直屏和曲面屏两种方案，其中Mate 50/Mate 50 E采用直屏方案，而Mate 50 Pro/Mate 50 RS保时捷设计采用曲面屏方案。除Mate 50 RS保时捷设计以外，该系列手机承袭华为Mate家族标志性对称基因，在镜头模组设计中融入巴黎饰钉设计理念。Mate 50 RS保时捷设计则传承超跑设计基因，使用雕塑感硬朗轮廓，标识性动感飞线设计。
由于采用3D人脸识别技术，Mate 50 Pro/Mate 50 RS保时捷设计采用与华为Mate 20系列相似的正面刘海全面屏设计，而Mate 50/Mate 50 E则使用正面居中挖孔全面屏设计。
Mate 50 E/Mate 50/Mate 50 Pro均有冰霜银、曜金黑、流光紫三种配色，其中Mate 50和Mate 50 Pro均另外提供了橙色和黑色的素皮材质版本「昆仑霞光」和「昆仑破晓」。Mate 50 RS保时捷设计则有墨蓝瓷、胭紫瓷两种配色。
Mate 50/Mate 50 Pro/Mate 50 RS保时捷设计还额外提供搭载了正面屏幕保护玻璃「昆仑玻璃」的版本，该屏幕保护玻璃获得全球首个瑞士 SGS 五星级玻璃耐摔认⁠证，华为宣称可将整机耐摔能力提⁠升至 10 倍⁠。

## 摄像

#### 后置摄像
华为Mate 50系列搭载华为超光变「XMAGE」影像系统。该系列主摄搭载了5000万像素RYYB排列的索尼IMX766，并且支持光圈 F1.4-F4 十档可调光圈功能。Mate 50 E/Mate 50长焦镜头支持 5 倍光学变焦和50 倍数字变焦，Mate 50 Pro/Mate 50 RS保时捷设计长焦镜头支持 3.5 倍光学变焦和 100 倍数字变焦。Mate 50 RS保时捷设计还搭载了一颗4800万像素的超微距长焦摄像头，用于拍摄近距离细小图像。

#### 前置摄像
华为Mate 50 E/Mate 50采用了一颗 1300 万像素超广角摄像头，Mate 50 Pro/Mate 50 RS保时捷设计还额外有一颗3D深感摄像头用于3D结构光识别。

## 性能与体验
华为Mate 50 RS保时捷设计、Mate 50 Pro和Mate50均搭载了高通骁龙8+ Gen 1 SoC芯片，Mate50E则采用高通骁龙778G SoC芯片。受到中美贸易战的影响，华为受到美国制裁，导致Mate50系列使用的SoC均为4G版本。
华为Mate 50及Mate 50E均搭载了6.7 英寸FHD+ 2700 × 1224分辨率的OLED屏幕，支持300Hz的触控采样率和90Hz刷新率；而Mate 50 Pro/Mate 50 RS保时捷设计则采用了6.74 英寸2616 × 1212分辨率的OLED屏幕，支持300Hz的触控采样率和120Hz刷新率。全系机型均支持1440Hz高频PWM调光技术。
华为Mate 50系列全系支持屏下短焦指纹解锁，Mate 50Pro及Mate 50 RS保时捷设计还额外支持3D人脸识别功能，Mate 50/Mate 50E则为2D人脸识别。
续航方面，华为Mate 50及Mate 50E电池容量为4460 mAh（典型值），支持华为66W有线超级快充，且Mate50额外支持华为50W无线超级快充和无线反向充电；而Mate 50 Pro/Mate 50 RS保时捷设计电池容量则为4700 mAh（典型值），支持华为66W有线超级快充、华为50W无线超级快充和无线反向充电。
运行内存方面，华为Mate 50E/Mate 50/Mate 50 Pro全部搭载8GB运行内存，Mate 50 RS保时捷设计则提供了12GB运行内存的版本。
华为Mate50系列均支持利用NM储存卡进行储存空间拓展，最大可支持256GB。

## 软件
华为在Mate50系列上首次推出了HarmonyOS 3.0系统，海外版本则搭载EMUI 13，两者均基于AOSP 12制作。

## 评价
Mate 50系列因是全球首款支持北斗卫星消息的大众智能手机，受到《人民日报》提及，也作为“首款支持北斗三号短报文通信的手机”被国家博物馆收藏。

## 外部連結
- 華為Mate 50官方網站
- 華為Mate 50 Pro官方網站
- 華為Mate 50 RS Porsche Design官方網站

| 前任： 华为Mate 40系列 | 华为Mate 50/Mate 50 Pro/ Mate 50 RS保时捷设计 2022 | 繼任： 华为Mate 60系列 |